# 自力大楼
自力大樓是上海市的一座歷史建築，位於江西中路464-466号，修建於1888年。這座建築曾經是英商自來水公司的辦公樓，是磚混結構，外觀使用了清水紅磚和青磚兩種材料。2003年，自力大樓被列入上海市第四批優秀歷史建築名單。